# Chase Kalisz
Chase Tyler Kalisz (Bel Air, 7 marzo 1994) è un nuotatore statunitense. Ha rappresentato la sua nazione ai Giochi olimpici di Rio de Janeiro 2016 e ai Giochi olimpici di Tokyo 2020.

## Carriera
Specializzato nei misti, compete anche nelle gare di rana e delfino.
Ha conquistato la sua prima medaglia mondiale giungendo sul secondo gradino del podio nei 400 metri misti ai Campionati mondiali di nuoto 2013 a Barcellona con il tempo di 4'09"22.
Durante i Campionati mondiali di nuoto 2015 a Kazan' conquista la medaglia di bronzo nei 400 metri misti con il tempo di 4'10"05.
Ai suoi secondi trials olimpici, nel 2016 Kalisz entra a far parte della squadra olimpici statunitense finendo primo nei 400 m misti con il tempo di 4'09"54. Kalisz ha anche gareggiato nei 200 metri farfalla dove è arrivato quinto con il tempo di 1'56"64 e nei 200 metri misti individuali, dove è stato squalificato.
Ai Giochi della XXXI Olimpiade di Rio de Janeiro ha nuotato la gara dei 400 m misti, aggiudicandosi la medaglia d'argento nel tempo di 4'06"75.
Durante i Campionati mondiali di nuoto 2017 a Budapest ha vinto per la prima volta due medaglie d'oro nei 200 m e nei 400 m misti. In quest'ultima gara ha anche migliorato il record dei campionati con il tempo di 4'05"90.
Nel 2019 ha rappresentato la squadra statunitense degli LA Current per la prima stagione dell'International Swimming League, senza però venir riconfermato per il 2020.
Nel giugno del 2021, ha guadagnato un posto nella squadra olimpica statunitense vincendo i 400 m misti ai trials di Omaha. Arrivando secondo anche nei 200 m misti ha guadagnato la possibilità di nuotare due gare ai Giochi Olimpici.
Alle Olimpiadi estive del 2020 a Tokyo, Kalisz ha vinto l'oro nei 400 m misti con un tempo di 4'09"42 nel secondo giorno di gara. La sua medaglia è stata la prima medaglia per gli Stati Uniti ai Giochi Olimpici in qualsiasi sport. Nella quinta giornata di gare, Kalisz ha nuotato la semifinale dei 200 m misti classificandosi dodicesimo, senza quindi poter accedere alla finale.
Nel 2021 viene ingaggiato dalla squadra italiana degli Aqua Centurions per la terza stagione dell'International Swimming League.

## Palmarès
- Giochi olimpici

Rio 2016: argento nei 400 m misti.
Tokyo 2020: oro nei 400m misti.
- Mondiali

Barcellona 2013: argento nei 400 m misti.
Kazan' 2015: bronzo nei 400 m misti.
Budapest 2017: oro nei 200 m misti e nei 400 m misti.
Gwangju 2019: bronzo nei 200 m misti.
Budapest 2022: bronzo nei 200 m misti.
- Campionati panpacifici

Gold Coast 2014: bronzo nei 400 m misti.
Tokyo 2018: oro nei 200 m misti e nei 400 m misti.

## Riconoscimenti
- American Swimmer of the Year: 2018